# CA-664
La CA-664 es una carretera autonómica de Cantabria perteneciente a la Red Local y que sirve de acceso a la población de Cañedo, en el término municipal de Soba, (Cantabria, España).

## Nomenclatura

Indicador

Su nombre está formado por las iniciales CA, que indica que es una carretera autonómica de Cantabria, y el dígito 664 es el número que recibe según el orden de nomenclaturas de las carreteras de la comunidad autónoma. La centena 6 indica que se encuentra situada en el sector comprendido entre las carreteras nacionales N-634 al norte, N-623 al oeste y N-629 al este, y el límite con la provincia de Burgos al sur.

## Historia
Su denominación anterior era SV-5348.

## Trazado
Tiene su origen en la intersección con la CA-256 situada a unos 200 metros de La Gandara dirección suroeste y su final frente a la iglesia de Santa María, en el núcleo de Cañedo, localidad situada en el término municipal de Soba, municipio por el que discurre la totalidad de su recorrido de 0,8 kilómetros.
Su inicio se sitúa a una altitud de 597 m s. n. m. descendiendo a continuación hasta el paso sobre el arroyo de la Venta que se sitúa a la cota 572 m s. n. m. y, finalmente, asciende hasta el fin de la vía que está situada a 560 m s. n. m.
La carretera tiene dos carriles, uno para cada sentido de circulación, y una anchura total de 5,1 metros sin arcenes.

## Actuaciones
El IV Plan de Carreteras contempla la ampliación de sección de la carretera a 5,5 metros sin arcenes.
Esta actuación fue anunciada por el Consejero de Obras Públicas y Vivienda del Gobierno de Cantabria José María Mazón en el año 2018.

## Transportes
La siguiente línea de transporte público circula a lo largo de la carretera CA-664:
- Turytrans: Ramales - La Gándara - Ramales.

## Recorrido y puntos de interés
En este apartado se aporta la información sobre cada una de las intersecciones de la CA-664 así como otras informaciones de interés.
| Esquema                    | PK                     | Sentido Cañedo (creciente)                              | Sentido Cañedo (creciente) | Sentido Cañedo (creciente) | Sentido Cañedo (creciente) | Sentido CA-256 (decreciente) | Sentido CA-256 (decreciente) | Sentido CA-256 (decreciente) | Sentido CA-256 (decreciente) | Incidencias |
| Esquema                    | PK                     | Velocidad                                               | Elemento                   | Salida                     | Salida                     | Salida                       | Salida                       | Elemento                     | Velocidad                    | Incidencias |
| Esquema                    | PK                     | Velocidad                                               | Elemento                   | Dir.                       | Nombre                     | Nombre                       | Dir.                         | Elemento                     | Velocidad                    | Incidencias |
| -------------------------- | ---------------------- | ------------------------------------------------------- | -------------------------- | -------------------------- | -------------------------- | ---------------------------- | ---------------------------- | ---------------------------- | ---------------------------- | ----------- |
|                            | 0,0                    |                                                         |                            |                            | CA-664 CAÑEDO              | CA-256 ASÓN ARREDONDO        |                              |                              |                              |             |
| CA-256 LA GANDARA VEGUILLA | 0,0                    |                                                         |                            |                            | CA-664 CAÑEDO              |                              |                              |                              |                              |             |
|                            | 0,4                    |                                                         |                            | Arroyo de la Venta         | Arroyo de la Venta         | Arroyo de la Venta           | Arroyo de la Venta           |                              |                              |             |
|                            | 0,5                    |                                                         |                            | Cañedo                     | Cañedo                     | Cañedo                       | Cañedo                       |                              |                              |             |
| 0,8                        |                        | Cañedo (código 8110)                                    | Cañedo (código 8110)       | Cañedo (código 8110)       | Cañedo (código 8110)       |                              |                              |                              |                              |             |
| 0,8                        | Iglesia de Santa María |                                                         |                            |                            |                            |                              |                              |                              |                              |             |
| 0,8                        |                        | Final de la carretera pasado el núcleo urbano de Cañedo |                            |                            |                            |                              |                              |                              |                              |             |